# 월드카 어워즈
월드카 어워즈(영어: World Car Awards, WCOTY)는 30개국 102명의 국제 자동차 저널리스트로 구성된 심사위원단이 선정하는 연간  자동차 상으로, 2004년 1월 공식 출범하였다.

## 역대 수상 차량
| 년도   | 세계 올해의 차          | 세계 올해의 고성능차        | 세계 올해의 디자인          | 세계 올해의 도심형 차 | 세계 올해의 전기차   |
| ------ | ----------------------- | --------------------------- | --------------------------- | --------------------- | -------------------- |
| 2005년 | 아우디 A6               |                             |                             |                       |                      |
| 2006년 | BMW 3 시리즈            | 포르쉐 카이맨 S             | 시트로엥 C4                 |                       |                      |
| 2007년 | 렉서스 LS 460           | 아우디 RS4                  | 아우디 TT                   |                       |                      |
| 2008년 | 마쓰다2                 | 아우디 R8                   | 아우디 R8                   |                       |                      |
| 2009년 | 폭스바겐 골프           | 닛산 GT-R                   | 피아트 누오바 500           |                       |                      |
| 2010년 | 폭스바겐 폴로           | 아우디 R8                   | 쉐보레 카마로               |                       |                      |
| 2011년 | 닛산 리프               | 페라리 458 이탈리아         | 애스턴 마틴 라피드 S        |                       |                      |
| 2012년 | 폭스바겐 업!            | 포르쉐 991                  | 랜드로버 레인지 로버 이보크 |                       |                      |
| 2013년 | 폭스바겐 골프           | 포르쉐 박스터/포르쉐 카이맨 | 재규어 F-타입               |                       |                      |
| 2014년 | 아우디 A3               | 포르쉐 911 GT3              | BMW i3                      |                       |                      |
| 2015년 | 메르세데스-벤츠 C클래스 | 메르세데스-AMG GT           | 시트로엥 C4 칵투스          |                       |                      |
| 2016년 | 마쓰다 MX-5             | 아우디 R8 쿠페              | 마쓰다 MX-5                 |                       |                      |
| 2017년 | 재규어 F-페이스         | 포르쉐 박스터/포르쉐 카이맨 | 재규어 F-페이스             | BMW i3                |                      |
| 2018년 | 볼보 XC60               | BMW M5                      | 랜드로버 레인지로버 벨라    | 폭스바겐 폴로         |                      |
| 2019년 | 재규어 I-Pace           | 맥라렌 720S                 | 재규어 I-Pace               | 스즈키 짐니           |                      |
| 2020년 | 기아 텔루라이드         | 포르쉐 타이칸               | 마쓰다3                     | 기아 쏘울 EV          |                      |
| 2021년 | 폭스바겐 ID.4           | 포르쉐 911 터보             | 랜드로버 디펜더             | 혼다 e                |                      |
| 2022년 | 현대 아이오닉 5         | 아우디 e-tron GT            | 현대 아이오닉 5             | 토요타 야리스 크로스  | 현대 아이오닉 5      |
| 2023년 | 현대 아이오닉 6         | 기아 EV6 GT                 | 현대 아이오닉 6             | 시트로엥 C3           | 현대 아이오닉 6      |
| 2024년 | 기아 EV9                | 현대 아이오닉 5 N           | 토요타 프리우스             | 볼보 EX30             | 기아 EV9             |
| 2025년 | 기아 EV3                | 포르쉐 911 카레라 GTS       | 폭스바겐 ID. 버즈           | BYD 씨걸              | 현대 캐스퍼 일렉트릭 |